# Yahyâ al-Mu`talî
Yahyâ al-Mu`talî (en arabe :  المعتلي  يحي بن علي ), est un calife hammudite de Cordoue, émir de Malaga et d'Algésiras de 1021 à 1023, puis de 1025 à 1027. Il est le fils aîné d'Ali ben Hammud al-Nasir, calife de Cordoue, et meurt en 1035.

## Biographie
En 1018, à la mort de son père Ali ibn Hammud al-Nasir, son oncle Al-Qāsīm devient calife avec le titre d’Al-Ma’mūn après qu’`Abd al-Rahman a brièvement tenté de restaurer la dynastie omeyyade.
Yahyâ avait reçu de leur père, le gouvernement de Tanger. Il est passé en Espagne avec les troupes Ghomaras qui avaient mis au pouvoir son père. N'acceptant pas l'avènement de son oncle Al-Qâsîm al-Ma'mûn au califat, il profita de l'esprit peu combatif de ce dernier pour réunir des partisans et le renverser, au cours de l'été 1021. Yahyā se proclame calife avec le titre d’Al-Mu`talī mais Al-Qāsīm se maintient dans son fief de Malaga. Yahyā est abandonné par une grande partie des Berbères. Se sentant menacé, il quitte Cordoue et se réfugie à Malaga. Al-Qāsīm reprend son titre de calife (12 février 1023). Yahyā lui prend Algésiras. Une nouvelle révolte de la population de Cordoue contre la présence des militaires berbères 31 juillet 1023 amène Al-Qāsīm à faire le siège de la ville dans laquelle la population s’est enfermée. Le 31 octobre, les insurgés font une sortie désespérée qui met Al-Qāsīm en fuite. Il hésite à se réfugier à Séville mais opte pour Xeres où Yahyā vient l’assiéger. Al-Qāsīm doit se rendre. Il devient le prisonnier de Yahyā qui l’enferme à Malaga quand Yahyā donne l’ordre de l’étrangler sur le soupçon de préparer un coup d’État. Yahyā règne alors sur Malaga, Algésiras, Ceuta, mais à Cordoue les habitants choisissent comme calife `Abd al-Rahman frère de l’Omeyyade Muhammad Al-Mahdī. `Abd al-Rahman prend le titre d’Al-Mustazhir. Le 18 janvier 1024, après une révolte menée par son cousin Muhammad, `Abd al-Rahman est tué et Muhammad prend le titre de calife sous le nom d’Al-Mustakfī. Le règne de Mohammad est lui aussi très bref, il prend la fuite en apprenant que Yahyā est sur le point d’assiéger Cordoue. Mohammad est empoisonné au cours de cette fuite et la ville de Cordoue reste un moment sans souverain. Les notables voient comme un moindre mal le retour de Yahyā qui accepte sans empressement, mais préfère néanmoins rester à Malaga (novembre 1025). Yahyā envoie des troupes berbères à Cordoue, la population de la ville s’est rapidement révoltée contre ces occupants berbères. Les notables tentent de rappeler un Omeyyade sur le trône. En avril 1027, ils choisissent Hicham, frère d’`Abd al-Rahman IV al-Murtadhā qui avait brièvement régné en 1018. Hicham prend le titre d’Al-Mu`ttad mais il reste trois ans sans pouvoir entrer dans Cordoue occupé par les armées de Yahyā. Yahyā n’est plus calife, mais il poursuit son règne à Malaga et Algésiras.
En 1027, Yahyā assiège Séville. Le cadi donne son fils en otage à Yahyā contre le fait que les troupes berbères ne pénètrent pas dans la ville. Ce cadi devient alors le seigneur local et prétend étendre son territoire en prenant Beja. Il essaie ensuite de prendre Badajoz et s’attaque à Cordoue. Yahyā, son suzerain en titre, est en fait obligé de le laisser faire. À la fin de l’année 1035, Yahyā se sent assez fort pour se venger du cadi de Séville. Il part faire le siège de cette ville. Dans cette campagne précipitée, Yahyā est tué (1035).